# Carl Barks
Carl Barks (Merrill, Oregon (Amerikai Egyesült Államok), 1901. március 27. – Grants Pass, Oregon 2000. augusztus 25.) a The Walt Disney Company illusztrátora és képregényrajzolója.

## Gyermek- és fiatalkora
15 éves koráig különböző falusi iskolákba járt. Képzőművészeti tanulmányai néhány levelező tanfolyamból és egyéni tanulásból álltak. Minden vágya az volt, hogy valamilyen rajzfilmstúdióban dolgozhasson Eleinte nem volt szerencséje, és mint mezőgazdasági munkás, acélgyári munkás, asztalos, nyomdász kereste a mindennapi kenyerét. Voltaképpeni célját azonban soha nem vesztette szem elől.
1931-ben végre sikerült eladnia első humoros rajzait egy nem túl tekintélyes lapnak, a The Calgary Eye-Openernek. Amikor ebben az újságban több munkája is megjelent, felmondott a munkahelyén, és az Eye-Opener külső munkatársa lett.1935-ben hallotta, hogy Disney rajzolókat keres. Bár Disney-ék kevés fizetést ajánlottak fel neki, Barks a biztos, állandó munkát választotta. Mint előtte már számos rajzolónak eleinte neki is fázisrajzokat kellett készítenie. De hamarosan felismerték, hogy Barks az ötletek embere, és fél esztendő múltán át helyezték a sztoriosztályra. Amikor kitört a második világháború, a Disney-stúdiókat hadifontosságú stúdiókká állították át. Barksot ez a munka nem érdekelte, ezért elhatározta, hogy más munkát keres. Először tyúkfarmot akart berendezni a kaliforniai San Jacintóban. Valójában azonban a kacsa-figura foglalkoztatta.
A nyomtatásban megjelenő Walt Disney-művek kiadása területén illetékes Western Publishing rajzolókat és történetírókat keresett. Kapcsolatba léptek Carl Barkszal, és felkérték készítsen rajzokat a már meglévő minta után az egyik történethez. Minthogy Barks évek hosszú során át dolgozott Disney-nél, és már szakembernek számított, arra kérték, hogy javítsa ki a szövegben szereplő esetleges hibákat. Első munkáját elragadtatással fogadták. A Western Publishing felkérte saját történetek írására, és megfelelő rajzok elkészítésére. Barks tízoldalas Donald kacsa történetek egész sorát hozta létre, ezek havonta jelentek meg. A közönség csakhamar megkedvelte a kiváló rajzolót, ahogy Barkszot nevezték. Ez elegendő ok volt, hogy hosszabb történeteket rendeljenek nála. Később már 20-30 oldalas sztorikat írt és rajzolt, amelyek önálló füzetként jelentek meg. Barks különböző népek monda és mítosz világában keresett történeteket. Neki köszönhetően Donald kacsa és családja megtalálják a bölcsek kövét, Salamon király aranybányáit, és még sok egyebet.
Ez azonban nem elégítette ki a gazdag fantáziájú Barksot. Egy karácsonyi történethez feltétlenül szüksége volt egy gazdag, de zsugori megcsontosodott nagybácsira, mármint Donald bácsikájára. Ekkor született Dagobert McCsip – Scrooge Mcduck – amint Barks nevezte. Dagobert, akinek a karácsonyi történet után el kellett volna tűnnie, új lehetőségeket adott Barksnak. Így aztán a kacsa család alkotórésze lett. Barksnak egész ideje alatt segítségére volt felesége, Garé aki maga is elismert tájképfestő volt. Ő rajzolta a háttereket és írta a beszédbuborékban lévő szövegeket. Mikor Bark 1966-ban vissza akart vonulni, rábeszélték hogy ha rajzolni nem akar, legalább más rajzolók számára írjon történeteket. 
Még 1973-ig dolgozott, mint sztoriszerző. Minthogy a Donald Kacsa-füzetekkel nem keresett sok pénzt, engedély kapott Walt Disney Company-tól, hogy olajfestményen ábrázolja a Kacsa családot. Első képét 50 amerikai dollárért adta el, utolsó képe 6 400 dollárért kelt el egy aukción. 
2000. augusztus 25-én hunyt el, 99 évesen.